# Xylocopa inconstans
Xylocopa inconstans là một loài Hymenoptera trong họ Apidae. Loài này được Smith mô tả khoa học năm 1874.

## Phân bố
Loài này có thể tìm thấy ở Sénégal, Burkina Faso, Togo, Cameroon, Cộng hòa Congo, Cộng hòa Dân chủ Congo, Sudan, Somalia, Ethiopia, Kenya, Tanzania, Mozambique, Malawi, Zimbabwe, Angola, Botswana, Namibia và Nam Phi.